# Tyler Boyd
Tyler Boyd (Tauranga, 30 de diciembre de 1994) es un futbolista neozelandés, nacionalizado estadounidense, que juega como delantero en el Nashville S. C. de la Major League Soccer.

## Carrera
Jugó la ASB Premiership 2011-12 con el Waikato FC y llamó la atención a la directiva del Wellington Phoenix, que previo al comienzo de la temporada 2012-13 le ofreció un contrato profesional. Recién en la temporada 2013-14, con el nuevo técnico Ernie Merrick, comenzó a ser un titular habitual y a convertir goles. Sin embargo, en el siguiente campeonato fue relegado en el equipo, jugando apenas un puñado de partidos y apareciendo principalmente en la reserva, participante de la ASB Premiership, de la cual terminó como máxima goleador. Por ello, firmó un contrato con el Vitória portugués para incorporarse al club cuando la temporada finalizara. En 2017 fue cedido a préstamo al C. D. Tondela. En enero de 2019 volvió a ser cedido, en esta ocasión se marchó al Ankaragücü. Finalmente, en julio de 2019 abandonó el conjunto luso tras ser traspasado al Beşiktaş J. K., equipo que en febrero de 2021 lo cedió al Sivasspor. En agosto fue nuevamente prestado, siendo el Çaykur Rizespor su nuevo destino. Tras esta última cesión siguió su carrera en los Estados Unidos, país en el que jugó para Los Angeles Galaxy y el Nashville S. C.

### Clubes
| Club                         | País           | Año       |
| ---------------------------- | -------------- | --------- |
| Waikato F. C.                | Nueva Zelanda  | 2011-2012 |
| Wellington Phoenix F. C.     | Nueva Zelanda  | 2012-2015 |
| Vitória S. C.                | Portugal       | 2015-2019 |
| C. D. Tondela (a préstamo)   | Portugal       | 2017-2018 |
| Ankaragücü (a préstamo)      | Turquía        | 2019      |
| Beşiktaş J. K.               | Turquía        | 2019-2022 |
| Sivasspor (a préstamo)       | Turquía        | 2021      |
| Çaykur Rizespor (a préstamo) | Turquía        | 2021-2022 |
| Los Angeles Galaxy           | Estados Unidos | 2023      |
| Nashville S. C.              | Estados Unidos | 2024-     |

### Selección nacional
Disputó Campeonato Sub-20 de la OFC 2013 representando a los Junior All Whites que se desarrolló en Fiyi. Nueva Zelanda ganaría el título y el pasaje a la Copa Mundial Sub-20 de 2013, en la que Boyd sería titular en los tres partidos de la fase de grupos.
En cuanto a la selección mayor, al poseer pasaporte de los Estados Unidos, Boyd sugirió que aún no estaba decidido sobre qué país representar. Aun así se inclinó por Nueva Zelanda ya que Neil Emblen, técnico interino en ese entonces, lo convocó para disputar un amistoso ante Japón el 5 de marzo de 2014, lo que representó el debut internacional de Boyd.
El 18 de mayo de 2019 la FIFA aprobó la petición para jugar con Estados Unidos. Debutó con el combinado nacional el 9 de junio en un amistoso ante Venezuela.

#### Partidos y goles internacionales
| Partidos y goles internacionales | Partidos y goles internacionales | Partidos y goles internacionales | Partidos y goles internacionales | Partidos y goles internacionales | Partidos y goles internacionales | Partidos y goles internacionales |
| #                                | Fecha                            | Estadio                          | Rival                            | Resultado                        | Competición                      | Gol(es)                          |
| -------------------------------- | -------------------------------- | -------------------------------- | -------------------------------- | -------------------------------- | -------------------------------- | -------------------------------- |
| 2014                             |                                  |                                  |                                  |                                  |                                  |                                  |
| 1                                | 5 de marzo                       | Estadio Olímpico, Tokio          | Japón                            | 2 – 4                            | Amistoso                         |                                  |
| 2                                | 30 de mayo                       | Mount Smart Stadium, Auckland    | Sudáfrica                        | 0 – 0                            | Amistoso                         |                                  |
| 3                                | 8 de septiembre                  | Estadio Pakhtakor, Taskent       | Uzbekistán                       | 1 – 3                            | Amistoso                         |                                  |
| 4                                | 14 de noviembre                  | National Stadium, Nanchang       | China                            | 1 – 1                            | Amistoso                         |                                  |
| 5                                | 18 de noviembre                  | 80th Birthday Stadium, Korat     | Tailandia                        | 0 – 2                            | Amistoso                         |                                  |
| 2015                             |                                  |                                  |                                  |                                  |                                  |                                  |
| 6                                | 31 de marzo                      | Estadio Mundialista, Seúl        | Corea del Sur                    | 0 – 1                            | Amistoso                         |                                  |

## Palmarés

### Títulos internacionales
| Título                | Club                              | País | Año  |
| --------------------- | --------------------------------- | ---- | ---- |
| Campeonato Sub-20 OFC | Selección sub-20 de Nueva Zelanda | Fiyi | 2013 |

### Distinciones individuales
| Distinción                                  | Año     |
| ------------------------------------------- | ------- |
| Jugador del año sub-23 (Wellington Phoenix) | 2013-14 |
| Goleador de la ASB Premiership              | 2014-15 |